# Криводол (Грчка)
Криводол или Етридере (грч. Καλλιθέα, Калитеа) је насељено место у општини Просечен у периферији Источна Македонија и Тракија, Грчка. Према попису из 2021. године било је 279 становника.
Према бугарском географу и историчару, Василу Канчову, у Криводолу је 1900. године живело 1.080 Словена хришћана, 120 Турака хришћана, 100 Турака муслимана, 60 Аромуна и 12 Албанаца хришћана. Током Првог светског рата село је настрадало и део словенског и муслиманског становништва је избегао, тако је полсе рата остало 1.012 житеља. Избегло словенско становништво у Бугарској насељено је у местима Гоце Делчев и околина, Пазарџик и Пловдив. Године 1923. преостало муслиманско становништво је принудно исељено у Турску а на њихово место су насељене 63 грчке избегличке породице, укупно 246 особа. На попису из 1928. године Криводол је имао 1.432 становника, од чега су Словени били апсолутна већина.